# غلي (تشاراويماق)
غلي (بالفارسية: گلی) هي منطقة سكنية تقع في قسم تشاراويماق الجنوبي الغربي الريفي في إيران. يقدر عدد سكانها بـ 239 نسمة بحسب إحصاء 2016.